# Марґарета аф Уґґлас
Марта Марґарета аф Уґґлас (швед. Märta Margaretha af Ugglas), до шлюбу Стенбек (5 січня 1939) – швадська політична діячка, колишня членкиня Шведської консервативної політичної партії, міністерка закордонних справ Швеції з 4 жовтня 1991 року по 7 жовтня 1994 року.

## Життєпис
Народилася 5 січня 1939 року у Стокгольмі (Швеція). Вона є дочкою адвоката Уґо Стенбека, засновника інвестиційної компанії авіаційної бази АБ Кінневік (AB Kinnevik), і сестрою Яна Стенбека, який взяв на себе повноваження компанії після її батька. 
Закінчила Стокгольмську школу економіки і одружилася з Бертилем аф Уґґласом, який став партійним секретарем Партії консерваторів. 
Була редакторкою статей у «Шведській щоденній газеті» (Svenska Dagbladet) з 1976 р. впродовж п'яти років, а також працювала у шведському парламенті в період між 1974 і 1995 роками. 
Після перемоги на виборах у 1991 році Марґарета аф Уґґлас стала другою жінкою-міністеркою Швеції у закордонних справах. Період її перебування на посаді включає завершення переговорів, що привели до вступу Швеції в ЄС. У 1992 році Марґарета аф Уґґлас разом з 9 іншими міністрами закордонних справ країн Балтійського моря і членом Комісії ЄС заснували Раду Балтійських держав і університет Латвії (EuroFaculty). Консервативна політична партія програла вибори у 1994 році, і Марґарета аф Уґґлас була обрана до Європейського парламенту в 1995 році. Вона є колишньою головою Фундації Ярла Г’ялмарсона (Jarl Hjalmarson Foundation), а також колишньою головою Наради з безпеки і співробітництва в Європі

## Політична кар'єра
01.01.1995 / 08.10.1995: Група Європейської народної партії (у Християнсько-демократичній партії) - Член бюро
01.01.1995 / 10.08.1995: Консервативна партія
18.01.1995 / 07.11.1995: Членкиня Делегації з відносин з Естонією, Литвою та Латвією 
19.01.1995 / 10.08.1995: Членкиня Комітету закордонних справ, політики безпеки і оборони
19.01.1995 / 10.08.1995: Заступниця голови Комітету з інституційних питань 
05.04.1995 / 10.08.1995: Заступниця Підкомітету з питань безпеки і роззброєння

### Державна політика
Марґарета аф Уґґлас – одна з міністрів закордонних справ, яка 11 січня 1993 року разом з Торвальдом Столтенбергом, норвезьким дипломатом і політиком (Робітнича Партія Норвегії), засновником співробітництва у Баренцевому регіоні, підписалася під Кіркенеською декларацією про співпрацю в Баренцевому / Евроарктичному регіоні. Документ також підписали міністри закордонних справ: Андрій Козирєв (Росія), Пааво Вяюрюнен (Фінляндія), Йорген Меллер (Данія), Йон Сігурдсон (Ісландія) і Аневрін Рис Гьюз (Європейська Комісія).  
Марґарета аф Уґґлас ввійщла до ради директорів компанії Бестон Діккінсон (Becton Dickinson) 27 травня 1997 року. «Будучи багатонаціональною фірмою, що займається міжнародною експансією, Бестон Діккінсон рада вітати пані аф Уґґлас як першого зовнішнього європейського директора», – сказав Клатео Кастеліні (Clateo Castellini), голова ради директорів, президент і головний виконавчий директор, і зауважив з цього приводу: «Вона користується великою повагою на міжнародному рівні у справах іноземних експертів, володіє діловою хваткою і мистецтвом лідерства, і приносить в нашу компанію цінний погляд на проблеми та можливості, з якими ми стикаємося в управлінні із зростання нашого бізнесу по всіх географічних і культурних кордонах». До перебування на посаді міністерки закордонних справ аф Уґґлас була впродовж 20 років членкинею шведського парламенту і обіймала посади в комітетах в галузі зайнятості, промисловості і торгівлі та закордонних справ. Вона була членкинею Ради Європи, займала керівні посади низки громадських та благодійних організацій, входила до ради Стокгольмського університету. У 1970-1976 рр. Марґарета аф Уґґлас очолювала організацію «Врятуйте дітей» у Стокгольмі, а з 1981 року – шведську секцію Європейського Союзу жінок, входила до Ради шведсько-американських дослідників (Комісія Фулбрайта) з 1977 по 1980 рік, була членкинею Комітету гендерної рівності з 1976 по 1980 рік, делегації молоді з питань зайнятості в 1978 – 1979 роках і членкинею Комітету оборони 1979 – 1981 рр. Вона входила до Демократичної партії в 1978 році, до ради графства в округу з 1971 по 1973 рік, віцеголовою Центрального факультету мистецтв 1971 – 1973 рр, Комітету з освіти у 1971 – 1973 рр. й іммігрантських комітетів від 1972 року. 